# پاتاته، اکوادور
پاتاته شهری در استان تونگوراهوا واقع در کشور اکوادور، کشوری در شمال غربی آمریکای جنوبی است بین آمباتو و بوناس است. این شهر نزدیک آتشفشان تونگوراهوا است که هنوز فعال‌است.